# Caudichthydium rupperti
Caudichthydium rupperti är en djurart som tillhör fylumet bukhårsdjur, och som först beskrevs av Mock 1979.  Caudichthydium rupperti ingår i släktet Caudichthydium och familjen Chaetonotidae. Inga underarter finns listade i Catalogue of Life.